# Třebonín
Třebonín település Csehországban, a Kutná Hora-i járásban. Třebonín Hraběšín, Červené Janovice, Úmonín, Paběnice, Souňov és Krchleby településekkel határos. Lakosainak száma 138 fő (2024. január 1.).

## Népesség
A település lakosságának változását az alábbi diagram mutatja:
| Lakosok száma | 384  | 376  | 355  | 195  | 169  | 133  | 140  | 130  | 139  | 138  |
|               | 1869 | 1900 | 1921 | 1961 | 1980 | 2011 | 2016 | 2019 | 2021 | 2024 |